# 847
El 847 (DCCCXLVII) fou un any comú començat en dissabte del calendari julià.

## Esdeveniments
- Fundació de la ciutat de Bagan (Myanmar).[1]
- Ignasi succeeix a Metodi I com a patriarca ecumènic de Constantinoble.[2]
- Lleó IV succeeix a Sergi II com a papa de Roma.[3]